# Ур-Бедарі
Ур-Бедарі́ (рос. Ур-Бедари) — село у складі Гур'євського округу Кемеровської області, Росія.

## Населення
Населення — 443 особи (2010; 471 у 2002).
Національний склад (станом на 2002 рік):
- росіяни — 97 %